# Scheinellergewächse
Die Scheinellergewächse (Clethraceae) sind eine Pflanzenfamilie aus der Ordnung der Heidekrautartigen (Ericales), mit nur zwei Gattungen und rund 95 Arten.

## Beschreibung
Arten der Clethraceae sind immergrüne oder laubabwerfende, verholzende Pflanzen: kleine Bäume oder Sträucher. Die Rinde der Zweige ist, mindestens so lange sie jung sind, behaart. Die wechselständigen, spiralig in Büscheln an den Enden der Zweige angeordneten Laubblätter sind mittelgroß, meist gezähnt, ledrig bis krautig. Die Stomata sind paracytisch und actinocytisch. Nebenblätter fehlen.
Die endständigen, einzeln oder in kleinen Gruppen zusammenstehenden, traubige Blütenstände sind meist vielblütig. Die kleinen, zwittrigen, radiärsymmetrischen Blüten besitzen ein doppeltes Perianth und sind meist fünfzählig. Es sind fünf (selten sechs) Kelchblätter vorhanden. Die fünf (selten sechs) Kronblätter sind höchstens an ihrer Basis verwachsen. Es sind zwei Kreise mit je fünf oder selten nur zwei Staubblätter vorhanden; sie sind meist mit der Basis der Kronblätter verwachsen. Drei Fruchtblätter sind zu einem oberständigen (synkarpen) Fruchtknoten verwachsen. Der Griffel endet in einer dreispaltigen oder dreilappigen Narbe.
Es werden kugelige bis halbkugelige, dreifächerige Kapselfrüchte gebildet. Die Samen können geflügelt sein.

## Verbreitung
Die Familie hat eine hauptsächlich tropisch-montane bis subtropische Verbreitung. Das Gesamtareal ist disjunkt: In der Neotropis reicht ihr Areal von den Südstaaten der USA über Mexiko bis etwa zum Äquator in Südamerika und Kuba. Ein weiteres Areal ist das östliche Asien und der Malaiische Archipel. Eine Art gibt es auf Madeira.

## Systematik
Die Familie Clethraceae wurde 1851 durch Johann Friedrich Klotzsch in Linnaea, Volume 24 (1), S. 12 erstveröffentlicht. Sie enthielt lange Zeit nur die Gattung. Neu hinzugekommen ist die Gattung Purdiaea, die vorher zur Familie der Cyrillaceae gehörte.
Die Familie Clethraceae enthält nur zwei Gattungen mit rund 95 Arten:
- Zimterlen (Clethra L.), auch Scheinellern genannt: Mit etwa 85 Arten in Amerika und Südostasien.
- Purdiaea Planch. (Syn.: Costaea A.Rich., Schizocardia A.C.Sm. & Standl.): Mit etwa 13 Arten. Es sind Sträucher oder kleine Bäume. Elf Arten sind in Kuba und jeweils eine in Guatemala und Belize beheimatet.[2]

## Bilder
Baumförmige Scheineller (Clethra arborea):

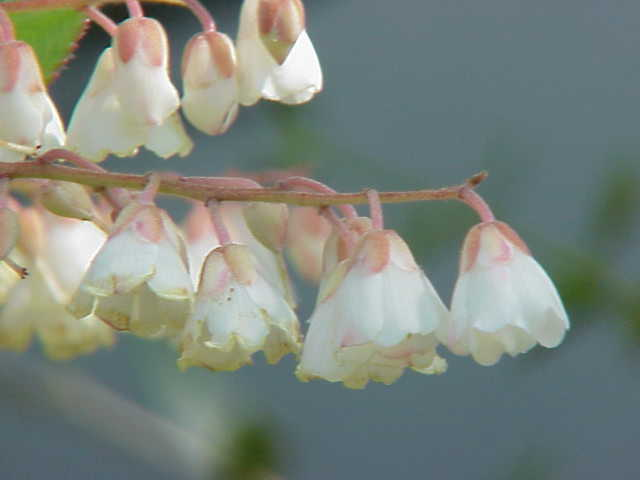
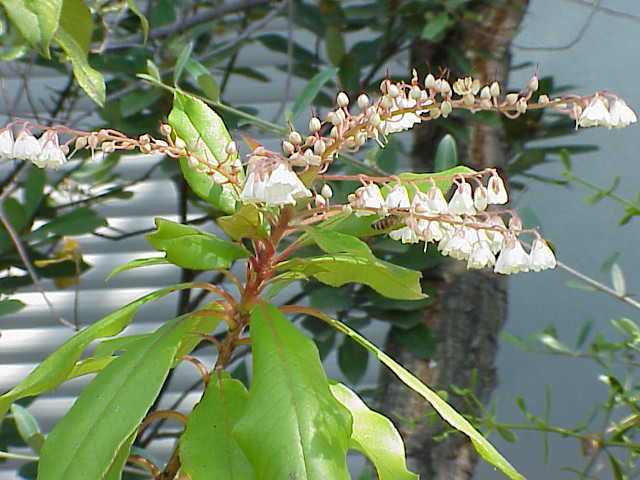

Japanische Zimterle (Clethra barbinervis):

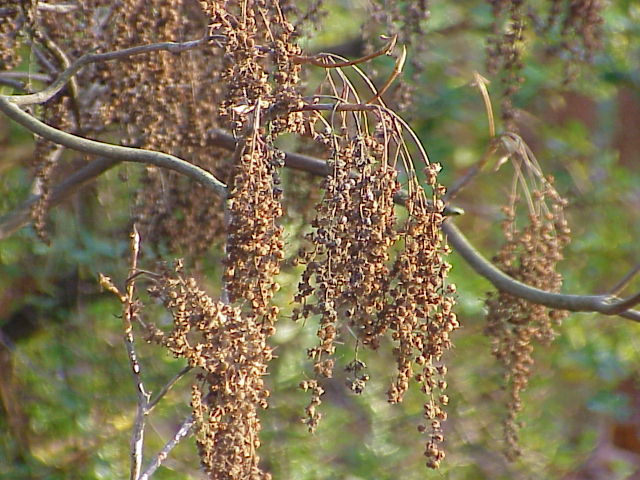
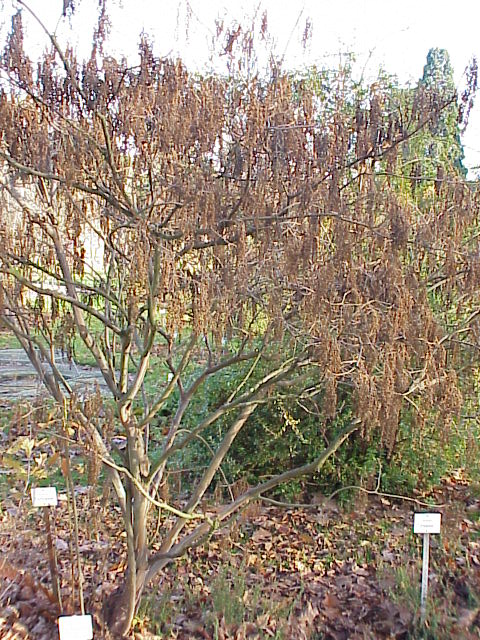